# شهرستان مهدینتسی
شهرستان مهدینتسی (رومانیایی: Mehedinți County) (تلفظ رومانیایی: [meheˈdint͡sʲ] ()) یکی از شهرستان‌های رومانی می‌باشد.
این شهرستان دارای ۲۵۴٬۵۷۰ نفر جمعیت و ۴٬۹۳۳ کیلومتر مربع مساحت می‌باشد.